# 花秋奈津
花秋 奈津（かしゅう なつ、1985年11月27日 - ）は兵庫県出身の日本の女性元タレント。活動当時ホリプロ所属。身長は156cm。

## 人物
- 小さな頃から運動が好きで、趣味はサッカー、フットサル、水泳、マラソン。また、買い物も大好き。
- ジャズダンスやヒップホップといったダンスを約7年間、サッカーを約4年間やっていた。特に小学生の頃はサッカー漬けの日々を送っていた。
- 好きな芸能人は、女優の片平なぎさ
- 好きなアーティストは、いきものがかりとPsycho le Cému
- 芸能人女子フットサルチーム「XANADU loves NHC」に所属。背番号は「27」。
- とにかく喋ることが大好きだと公言している。
- 2009年度・2010年度ミス納豆に選ばれる。
- 2010年9月25日エアロビクスの大会AER☆STER CUP2010 大阪大会で個人戦3位に入賞する。
- 2011年5月8日エアロビクスの大会AER☆STER CUP2011 東京大会で個人戦2位に入賞する。
- 2012年、ミスFLASH2013オーディションセミファイナリストになる。
- 2012年12月、芸能活動を引退する。

## 出演

### テレビ
- アッコにおまかせ!（2011年1月から、TBSテレビ） - レギュラーアシスタント。
- ハッピーラボ（2011年5月から、JCNチャンネル） - レギュラー
- ファミ通.com Presents『Midnight LIVE』（2011年5月から、エンターブレイン） - レギュラー
- 所さんの学校では教えてくれないそこんトコロ!（2011年7月15日から、テレビ東京） - リポーター（不定期出演）
- ゲーマーズTV 夜遊び三姉妹（2011年9月15日、（日本テレビ）
- 夏の福井 若狭路 伊藤かずえ・花秋奈津の一泊二日ドライブ旅（2011年7月4日、サンテレビ）
- 女神降臨（2011年5月、MONDO TV）[1]
- 関ジャニの仕分け∞（2011年5月11日、テレビ朝日）
- スーパーJチャンネルABA（2009年12月8日、青森朝日放送）
- 『ぷっ』すま（2009年1月20日、テレビ朝日） - アシスタント

### ラジオ
- 智一・美樹のラジオビッグバン（2009年1月4日 - 、文化放送） - 第8期BGP（アシスタント・レギュラー）
- GROOVE LINE Z（J-WAVE） - 「ラジオゲリラ」レポーター（水曜日担当・不定期）

### 舞台
- ザ・デッド・エンド（2011年6月22日 - 26日、新宿シアターモリエール）

## 作品

### DVD
1. 花秋奈津1stDVD「つままないで」（2011年9月22日、リバプール）
2. 漂流少女II Vol.1 花秋奈津（2013年1月25日、ターンテーブル）

### 雑誌
- EX大衆
- 金のEX
- 週刊実話
- 週刊ファミ通
- ドカント